# Corseul
Corseul är en kommun i departementet Côtes-d'Armor i regionen Bretagne i nordvästra Frankrike. Kommunen ligger i kantonen Plancoët som tillhör arrondissementet Dinan. År 2022 hade Corseul 2 270 invånare.

## Befolkningsutveckling
Antalet invånare i kommunen Corseul
Referens:INSEE